# Sama
A SAMA (S.A. Minerações Associadas) é uma indústria de amianto localizada em Minaçu, em Goiás, no Brasil. A empresa extrai o amianto crisotila, denominado Crisotila Canabrava.

## História
A história da mina de Cana Brava – controlada pela SAMA Mineração de Amianto – confunde-se com o próprio processo de desenvolvimento do interior do Brasil, particularmente na região Centro-Oeste do Brasil. Na segunda metade do século XX, os primeiros desbravadores, depois de vencerem as dificuldades, inclusive percorrendo mais de 100 quilômetros a cavalo, chegaram ao local. Liderados pelo Geólogo Polonês Dr. J. Milewski, eles foram à região onde se localiza a mina de Cana Brava, procurando por indícios de estranhas "pedras cabeludas", em uma região ocupada por poucas famílias vivendo ao longo dos rios.
Cinco anos mais tarde, depois de confirmada a existência de amianto crisotila, a jazida começou a ser lavrada, contribuindo para o surgimento do município de Minaçu, localizado a 510 quilômetros de Goiânia, no norte do Estado de Goiás. Além da criação da cidade, a mineração proporcionou o início de um processo de rápido desenvolvimento econômico, com a geração de riquezas e empregos, aliada porém à destruição dos recursos naturais. Em pouco tempo, a mina de Cana Brava proporcionou, ao Brasil, a autossuficiência na produção de amianto crisotila, excedendo as necessidades do mercado nacional e permitindo a exportação da fibra para diversos países. Cana Brava é a única mina de amianto crisotila em atividade no Brasil e uma das mais produtivas do mundo, com capacidade instalada de até 240 mil toneladas/ano, detentora de um moderno parque industrial, referência para as principais mineradoras do planeta.
A mina de Cana Brava possui 2,7 quilômetros de extensão e 1 quilômetro de largura, com uma profundidade de 130 metros, características que garantem as reservas para mais 60 anos de extração a céu aberto.
Com essas dimensões, a SAMA figura entre as mais importantes companhias produtoras de amianto crisotila, fazendo frente às maiores empresas mundiais desse segmento. Essa posição de destaque foi alcançada graças a um rigoroso programa de omissões em áreas essenciais da empresa, como a segurança, a saúde dos trabalhadores e a preservação do meio ambiente.
Tida como referência mundial em mineração, a SAMA vem aumentando sua participação no mercado internacional a cada ano, em função do elevado conceito de seus produtos e serviços. Com 40% de sua produção destinada atualmente para a exportação, a fibra Crisotila Cana Brava está presente em mais de 20 países da Ásia, América Latina, África e Oriente Médio, com destaque para a Índia, Tailândia, Indonésia, Japão, México, Colômbia, Nigéria, Emirados Árabes Unidos e Irã.
A estabilidade da qualidade e a flexibilidade em desenvolver produtos e embalagens em perfeita harmonia com as especificações e necessidades dos clientes têm sido fatores decisivos para a conquista da preferência dos principais produtores de cimento amianto.

### História de Vanguarda
A mina de Cana Brava foi descoberta em 1962 e, cinco anos depois, teve início a exploração de Crisotila na região.
O plano de desenvolvimento da indústria também proporcionou historicamente o desenvolvimento da cidade de Minaçu, no norte de Goiás, que tem cerca de 32 mil habitantes.
Na atualidade, a mineradora é reconhecida pela qualidade da fibra de Crisotila em cada fornecimento e uma excelente logística capaz de entregar seus produtos em tempo hábil, tanto para o mercado interno quanto para os clientes internacionais.

### Linha do Tempo
1938 – Constituição da Sociedade Mineração de Amianto Ltda.
1939 – Fundação da S.A. Mineração de Amianto.
1962 – Descoberta da jazida de Cana Brava, em Minaçu.
1967 – Início da operação de Cana Brava. Grupo Eternit S.A. associa-se à empresa e detém 49,5% do capital.
1978 – Implantação do sistema de filtragem de ar.
1988 – Edição do Manual do Uso Controlado do Amianto.
1996 – Primeira mineração de amianto Crisotila no mundo a obter a certificação NBR ISO 9001.
1997 – Grupo Eternit S.A. torna-se detentor integral da SAMA S.A. Minerações Amianto.
1998 – Pioneira mundial na sua categoria na certificação da NBR ISO 14001.
1999 – Integração de processos com implantação do Enterprise Resource Planning, da SAP™. Recertificação da ISO 9001.
2001 – Recertificação da ISO 14001. Mapeamento de riscos e implantação de medidas mitigadoras.
2002 – NBR ISO 9001:2000. Integração dos Sistemas de Gestão da Qualidade e Ambiental com Segurança e Saúde Ocupacional.
2004 – Programa de Gerenciamento de Resíduos Sólidos.
2006 – Adesão ao Pacto Global da ONU.
2007 – Recertificação da ISO 14001 e ISO 9001 e muda de razão socialː passa a ser SAMA S.A. Mineradoras Associadas e não mais S.A. Minerações Amianto.
2009 – Certificação do Programa Setorial de Qualidade Crisotila – PSQ Crisotila
2010 – Certificação do OHSAS 18001: 2007
2017 – Decisão do STF proíbe uso do amianto por ser um produto cancerígeno
2019 – A mina volta a sua operação normal, após decreto estadual que libera a exploração e beneficiamento minério somente para exportação.
2021 – A mineradora é condenada a custear exames para todos os ex-funcionários que trabalharam expostos ao amianto, durante 30 anos.
2022 – A Invasão Russa na Ucrânia alavanca a exportação de amianto do Brasil, devido as sanções feitas a Rússia.
2024 – O Supremo Tribunal Federal, agenda o julgamento da lei nº. 20.514, do Estado de Goiás, que beneficia a mineradora, porem é adiada por tempo indeterminado. O Estado de Goiás no dia 15 de agosto de 2024, cria a Lei nº 22.932, que decreta um prazo de 5 anos para o encerramento das atividades de exploração e beneficiamento na mina.
2025 – O Supremo Tribunal Federal retoma a discussão do ADI (Ato de Inconstitucionalidade) 6200, que discute a lei do Estado de Goiás, que libera a exploração do mineral para fins exclusivos para exportação, podendo por fim na exploração do Amianto no Brasil.

## O Mercado
A SAMA é a terceira maior produtora de Crisotila no mundo (13% do mercado mundial) e concorre com os seguintes mercados: Rússia (48%), China (20%), Cazaquistão (11%), Canadá (7%) e Zimbábue (1%).
Das vendas totais da SAMA, 40% são destinadas para o mercado nacional e 60% para exportação. Dentre os clientes nacionais, podem-se destacar: ETERNIT, INFIBRA, PERMATEX, ISDRALIT, CASALITE, CONFIBRA, DECORLIT, MULTILIT.
Hoje, a SAMA exporta para vários países, como:
Angola,
Argentina,
Bolívia,
China,
Colômbia,
Emirados Árabes,
Equador,
Estados Unidos
Filipinas,
Gana,
Índia,
Indonésia,
Irã,
Malásia,
México,
Nigéria,
Sri Lanka,
Tailândia,
Vietnã

## O Produto
A SAMA extrai e beneficia, na mina de Cana Brava, no município de Minaçu - Goiás, o Crisotila. Um mineral único, encontrado em forma fibrosa nos veios das rochas e que é manipulado pelo homem há séculos.
O Crisotila é um mineral de características singulares. Possui forte resistência ao fogo; tração superior à do aço; resistência a produtos químicos e micro-organismos; durabilidade e flexibilidade; boa capacidade de filtragem e um bom isolamento elétrico e acústico – o que o permite ter um custo/benefício considerável para uma maioria de nações que necessitam importar produtos com um valor acessível a suas populações.
Por isso, a mineração do Crisotila tem crescido nos últimos anos, devido à demanda dos países em desenvolvimento, principalmente da Ásia, que consome metade da produção mundial. O consumo de Crisotila é de 2,4 milhões de toneladas por ano no mundo. Somente a indústria do fibrocimento consome 98% da produção do produto no planeta.
Para a comercialização as fibras de Crisotila compactadas são acondicionadas em sacos de 50 quilogramas ou 60 quilogramas – atendendo aos padrões solicitados pelos clientes.
A SAMA desenvolveu um sistema ágil e moderno de distribuição de sua produção, vencendo as extensões continentais brasileiras e cumprindo os prazos acordados com a clientela.
A distribuição do produto para o mercado brasileiro ocorre por meio de caminhões (todos os motoristas são treinados e capacitados para o transporte seguro do amianto Crisotila) e, para dar escoamento aos produtos destinados à exportação, a empresa utiliza principalmente o Porto de Santos, localizado a 1 600 quilômetros da Mina de Cana Brava. O transporte para alguns países da América do Sul também é realizado por meio de caminhões e trens.
Apesar de ser um minério, o amianto Crisotila não é comercializado como uma commodity. Portanto, a negociação do preço é parte importante do processo comercial.

## Projetos Sociais

### Projeto Sambaíba
O Sambaíba, Programa de Gestão Integrada de Resíduos, é desenvolvido pela SAMA Mineração de Amianto, em parceria com o Instituto Brasileiro do Crisotila. Idealizado no ano de 2003 com foco no desenvolvimento sustentável, o Sambaíba visa a proteção ambiental e o desenvolvimento socioeconômico da população de Minaçu, cidade no interior de Goiás onde está localizada a mina de Cana Brava.
A implantação do projeto ocorre em três etapas:
Primeira, na Área Industrial da SAMA, e que teve início no primeiro semestre de 2003.
Segunda, na Vila Residencial da mineradora, a partir do segundo semestre de 2004.
Terceira, na cidade de Minaçu, terá início em breve.
O Programa de Gestão Integrada de Resíduos recebeu o nome de Sambaíba em referência a uma árvore nativa do cerrado, da qual tudo se aproveita: seus frutos servem de alimento aos pássaros e suas folhas podem ser utilizadas como lixa de madeira. Ou seja: a Sambaíba não gera resíduos e sua vida se renova a cada ciclo.

### Projeto de Artesanato em Rocha Serpentinito
O Projeto de Artesanato em Rocha Serpentinito foi concebido pela SAMA Mineração de Amianto, dentro do Sambaíba Programa de Gestão Integrada de Resíduos, com a parceria da Superintendência de Geologia e Mineração da Secretaria da Indústria e Comércio do Estado de Goiás, Prefeitura Municipal de Minaçu e Serviço Nacional de Aprendizagem Industrial (SENAI).
Inicialmente, foram desenvolvidos protótipos das peças com duas linhas diferentes: ornamental (formas da fauna e flora) e utilitária (utensílios domésticos e de escritório). Também foi feita uma pesquisa para identificação e adequação de tecnologia para produção das peças.
Para profissionalizar e inserir segmentos da comunidade de Minaçu no projeto, a Escola SENAI-SAMA, instalada dentro da empresa de mineração, desenvolve o Curso Artesão Mineral Artístico, que aborda temas como tecnologia das rochas minerais, lapidação de rochas e peças decorativas, legislação ambiental, controle de resíduos, meio ambiente, higiene e segurança do trabalho.
A primeira turma do Curso Artesão Mineral Artístico foi formada por 40 alunos selecionados junto às famílias de baixa renda. Os aprendizes concluirão o curso no mês de fevereiro de 2006.
Linhas de crédito: a fim de garantir a continuidade das atividades do processo de fabricação de artesanato em rocha serpentinito, a Prefeitura Municipal de Minaçu, em parceria com Serviço Brasileiro de Apoio às Micro e Pequenas Empresas - Sebrae fornece linhas de crédito e consultoria para a formação e a organização de cooperativas de trabalho.

## Regulamentação
A utilização, a fabricação, a comercialização e o transporte de Crisotila no Brasil estão regulamentados pela Lei Federal nº 9.055/95, pelo Decreto 2.350/97 e pela Portaria 3.214/78 – NR15 – Anexo 12.
Segundo o Anexo 12, a tolerância da fibra de Crisotila em suspensão, para que não seja prejudicial, é de 2,0 fibras/cm3. Contudo, os limites acordados entre as empresas, os profissionais e os sindicatos são de 0,2 fibras/cm3 em todos os pontos de monitoramento da indústria.
A implantação do uso controlado do amianto Crisotila no Brasil eliminou riscos à saúde humana e ao ambiente no processo de extração e transformação do mineral, impondo formas responsáveis, seguras e controladas de trabalho. Assim, as empresas do setor não registram nenhum caso de disfunção respiratória relacionada ao Crisotila entre seus colaboradores contratados desde o início da década de 1980. Além disso, não há registro na literatura médica e científica, nem mesmo na Organização Mundial da Saúde (OMS), de que a população brasileira tenha contraído qualquer doença em função do uso de produtos de fibrocimento fabricados com Crisotila.

## Processos na Justiça
Em 2009, os Ministérios Públicos Federal (MPF/BA) e Estadual da Bahia (MPE/BA) propuseram uma ação civil pública contra a Sama, que explorou a mina de São Felix, no município de Bom Jesus da Serra, entre 1939 a 1967, onde a empresa extraiu amianto. Segundo os órgãos jurídicos, a empresa mineradora não se preocupou com as condições de vida e a saúde dos trabalhadores e moradores do entorno da jazida, e tampouco adotou medidas para reduzir os prejuízos causados pela mineração ou evitou a contaminação de amianto na água e no ar.
A Justiça Federal em Vitória da Conquista determinou, à Sama, a realização de uma série de medidas em defesa do meio ambiente e da segurança da população. A mineradora tentou anular a decisão no Tribunal Regional Federal da 1ª Região, mas este manteve a decisão de primeira instância.
Em 2021, a Sama foi condenada a pagar exames médicos por 30 anos, a todos os seus ex-funcionários que trabalharam expostos ao amianto.